# Chirindia
Chirindia — рід плазунів родини амфісбенових (Amphisbaenidae). Представники цього роду мешкають в Східній та Південній Африці.

## Види
Рід Chirindia нараховує 5 видів:
- Chirindia ewerbecki F. Werner, 1910
- Chirindia langi V. FitzSimons, 1939
- Chirindia mpwapwaensis (Loveridge, 1932)
- Chirindia rondoensis (Loveridge, 1941)
- Chirindia swynnertoni Boulenger, 1907